# 39è Festival de Cinema de Sundance

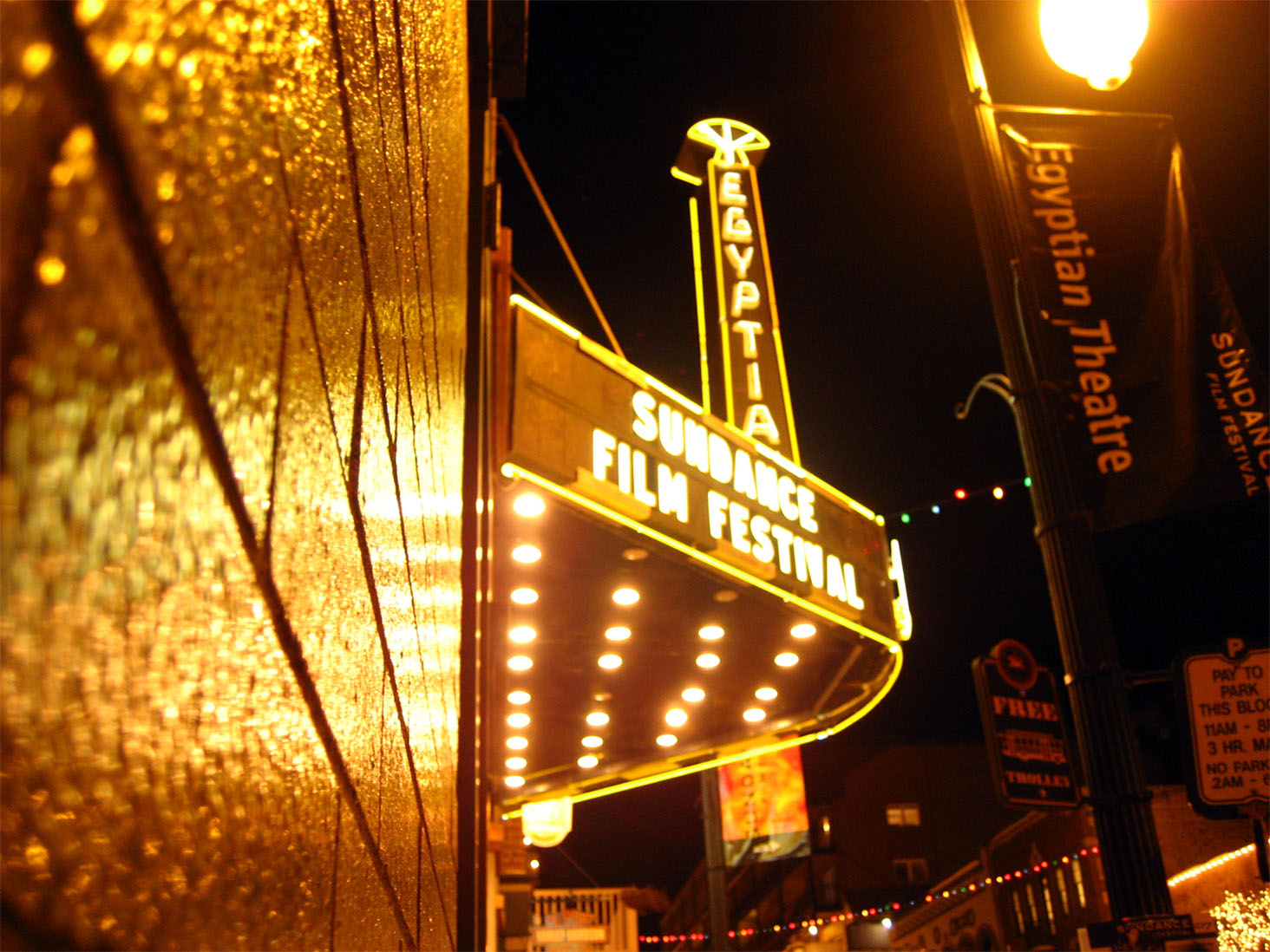
Teatre egipci a la nit (Festival de Cinema de Sundance)

El 39è Festival de Cinema de Sundance va ser l'edició d'aquest festival celebrada entre el 19 i el 29 de gener de 2023. El 7 de desembre del 2022 es va fer la presentació de la primera programació de pel·lícules en competició.

## Pel·lícules

### Competició de Cinema Dramàtic dels Estats Units
- The Accidental Getaway Driver, dirigida per Sing J. Lee
- All Dirt Roads Taste of Salt, dirigida per Raven Jackson
- Fair Play, dirigida per Chloe Domont
- Fancy Dance, dirigida per Erica Tremblay
- Revista Dreams, dirigida per Elijah Bynum
- Mutt, dirigida per Vuk Lungulov-Klotz
- The Persian Version, dirigida per Maryam Keshavarz
- Shortcomings, dirigida i coproduïda per Randall Park
- Sometimes I Think About Dying, dirigida per Rachel Lambert
- The Starling Girl, dirigida per Laurel Parmet
- Theatre Camp, dirigit per Molly Gordon i Nick Lieberman
- A Thousand and One, dirigida per A.V. Rockwell

### Competició de Documentals dels Estats Units
- AUM: The Cult at the End of the World, dirigida per Ben Braun i Chiaki Yanagimoto
- Bad Press, dirigida per Rebecca Landsberry-Baker i Joe Peeler
- Beyond Utopia, dirigida per Madeleine Gavin
- La desaparició de Shere Hite, dirigida per Nicole Newnham
- Going to Mars: The Nikki Giovanni Project, dirigit per Joe Brewster i Michèle Stephenson
- Going Varsity in Mariachi, dirigida per Alejandra Vasquez i Sam Osborn
- Joonam, dirigida per Sierra Urich
- Little Richard: I Am Everything, dirigida per Lisa Cortés
- Nam June Paik: Moon is the Oldest TV, dirigida per Amanda Kim
- A Still Small Voice, dirigida per Luke Lorentzen
- The Stroll, dirigida per Kristen Lovell i Zackary Drucker
- Victim/Suspect, dirigida per Nancy Schwartzman

### Estrenes
- Cassandro, dirigida per Roger Ross Williams
- Cat Person, dirigida per Susanna Fogel
- Deep Rising, dirigida per Matthieu Rytz
- The Deepest Breath, dirigida per Laura McGann
- Drift, dirigida per Anthony Chen
- Earth Mama, dirigida per Savanah Leaf
- Eileen, dirigida per William Oldroyd
- Fairyland, escrit i dirigit per Andrew Durham
- Flora and Son, dirigida per John Carney
- Food and Country, dirigida per Laura Gabbert
- La bellesa invisible, dirigida per Bethann Hardison i Frédéric Tcheng
- It's Only Life After All, dirigida per Alexandria Bombach
- Jamojaya, dirigida per Justin Chon
- Judy Blume Forever, dirigida per Davina Pardo i Leah Wolchok
- Landscape with Invisible Hand, dirigida per Cory Finley
- A Little Prayer, dirigida per Angus MacLachlan
- Murder in Big Horn, dirigida per Razelle Benally i Matthew Galkin
- Passages, dirigida per Ira Sachs
- Past Lives, dirigida per Celine Song
- PLAN C, dirigit per Tracy Droz Tragos
- The Pod Generation, escrit i dirigit per Sophie Barthes
- Pretty Baby: Brooke Shields, dirigida per Lana Wilson
- Radical, dirigida per Christopher Zalla
- Rotting in the Sun, dirigida per Sebastián Silva
- Rye Lane, dirigida per Raine Allen-Miller
- Still: A Michael J. Fox Movie, dirigida per Davis Guggenheim
- You Hurt My Feelings, dirigida per Nicole Holofcener

### Competició Mundial de Cinema Dramàtic
- Animalia, dirigida per Sofia Alaoui
- Bad Behavior, dirigida per Alice Englert
- Girl, dirigida per Adura Onashile
- Heroic, dirigit per David Zonana
- MAMACRUZ, dirigida per Patricia Ortega
- Mami Wata, dirigida per CJ Obasi
- La Pecera, dirigida per Glorimar Marrero Sánchez
- Scrapper, dirigida per Charlotte Regan
- Shayda, dirigida per Noora Niasari
- Slow, dirigida per Marija Kavtaradze
- Sorcery, dirigida per Christopher Murray
- When It Melts, dirigida per Veerle Baetens

### Competició Mundial de Documentals
- 20 Days in Mariupol, dirigida per Mstyslav Chernov
- 5 Seasons of Revolution, dirigida per Lina
- Against the Tide, dirigida per Sarvnik Kaur
- The Eternal Memory, dirigida per Maite Alberdi
- Fantastic Machine, dirigida per Axel Danielson
- Iron Butterflies, dirigida per Roman Liubyi
- Hi ha algú allà fora?, dirigida per Ella Glendining
- The Longest Goodbye, dirigida per Ido Mizrahy
- Milisuthando, dirigida per Milisuthando Bongela
- Pianoforte, dirigida per Jakub Piątek
- Smoke Sauna Sisterhood, dirigida per Anna Hints
- Twice Colonized, dirigida per Lin Alluna

### Següent
- Bravo, Burkina!
- Divinity
- Fremont
- Kim's Video
- King Coal
- Kokomo City
- To Live and Die and Live
- The Tuba Thieves
- Young. Wild. Free.

### Mitjanit
- birth/rebirth, dirigida per Laura Moss
- In My Mother's Skin, escrit i dirigit per Kenneth Dagatan
- Infinity Pool, escrit i dirigit per Brandon Cronenberg
- My Animal, dirigida per Jacqueline Castel
- Onyx the Fortuitous i el Talisman of Souls, dirigida per Andrew Bowser
- Polite Society, escrit i dirigit per Nida Manzoor
- Run Rabbit Run, dirigida per Daina Reid
- Talk to Me, dirigida per Danny i Michael Philippou

### Projeccions especials
- Justice, dirigida per Doug Liman
- Stephen Curry: Underrated, dirigida per Peter Nicks

### Protagonistes
- The Eight Mountains, written and directed by Felix van Groeningen and Charlotte Vandermeersch
- L'Immensità, directed and co-written by Emanuele Crialese
- Joyland, directed and co-written by Saim Sadiq
- Other People's Children, written and directed by Rebecca Zlotowski
- Squaring the Circle (The Story of Hipgnosis) by Anton Corbijn

### Cinema Infantil
- Aliens Abducted My Parents and Now I Feel Kinda Left Out, dirigida per Jake Van Waggoner
- The Amazing Maurice, dirigida per Toby Genkel i Florian Westermann
- Blueback, dirigit i coescrit per Robert Connolly

### Sèries independents
- Chanshi, dirigida per Mickey Triest i Aaron Geva
- The Night Logan Wake Up (La nuit où Laurier Gaudreault s'est réveillé), escrit i dirigit per Xavier Dolan
- Cacher furtiu, dirigida per Richie Mehta
- Willie Nelson and Family, dirigida per Thom Zimny i Oren Moverman

## Premis
Es van lliurar els següents premis:

### Grans premis del jurat
- U.S. Dramatic Competition – A Thousand and One (A.V. Rockwell)
- U.S. Documentary Competition – Going to Mars: The Nikki Giovanni Project (Joe Brewster and Michèle Stephenson)
- World Cinema Dramatic Competition – Scrapper (Charlotte Regan)
- World Cinema Documentary Competition – The Eternal Memory (Maite Alberdi)

### Premis del públic
- Festival Favorite – Radical (Christopher Zalla)
- U.S. Dramatic Competition – The Persian Version (Maryam Keshavarz)
- U.S. Documentary Competition – Beyond Utopia (Madeleine Gavin)
- World Cinema Dramatic Competition – Shayda (Noora Niasari)
- World Cinema Documentary Competition – 20 Days in Mariupol (Mstyslav Chernov)
- NEXT – Kokomo City

### Direcció, guió i muntatge
- U.S. Documentary Competition – Luke Lorentzen for A Still Small Voice
- World Cinema Dramatic Competition – Marija Kavtaradze for Slow
- World Cinema Documentary Competition – Anna Hints for Smoke Sauna Sisterhood
- Waldo Salt Screenwriting Award – Maryam Keshavarz for The Persian Version
- Jonathan Oppenheim Editing Award: U.S. Documentary – Daniela I. Quiroz for Going Varsity in Mariachi
- NEXT Innovator Prize – Kokomo City

### Premis especials del jurat
- U.S. Dramatic Special Jury Award: Ensemble Cast – The cast of Theater Camp
- U.S. Dramatic Special Jury Award: Creative Vision – The creative team of Magazine Dreams
- U.S. Documentary Special Jury Award: Clarity of Vision – The Stroll (Kristen Lovell and Zackary Drucke)
- U.S. Documentary Special Jury Award: Freedom of Expression – Bad Press
- World Cinema Dramatic Special Jury Award: Cinematography – Lílis Soares for Mami Wata
- World Cinema Dramatic Special Jury Award: Best Performance – Rosa Marchant for When it Melts
- World Cinema Dramatic Special Jury Award: Creative Vision – Sofia Alaoui for Animalia
- World Cinema Documentary Special Jury Award: Creative Vision – Fantastic Machine
- World Cinema Documentary Special Jury Award: Verité – Against the Tide

### Premis curtmetratges
- Short Film Grand Jury Prize – When You Left Me on That Boulevard
- Short Film Jury Award: U.S. Fiction – Rest Stop
- Short Film Jury Award: International Fiction – The Kidnapping of the Bride
- Short Film Jury Award: Nonfiction – Will You Look at Me
- Short Film Jury Award: Animation – Night Bus
- Short Film Special Jury Award, International: Directing – AliEN0089 by Valeria Hoffman
- Short Film Special Jury Award, U.S.: Directing – The Vacation by Jarreau Carrillo

### Premis especials
- Alfred P. Sloan Feature Film Prize – The Pod Generation
- Sundance Institute/Amazon Studios Producers Award for Nonfiction – TBA
- Sundance Institute/Amazon Studios Producers Award for Fiction – TBA
- Sundance Institute/Adobe Mentorship Award for Editing Nonfiction – TBA
- Sundance Institute/Adobe Mentorship Award for Editing Fiction – TBA
- Sundance Institute/NHK Award – TBA

### Adquisicions
- The Deepest Breath: Netflix
- In My Mother's Skin: Amazon Prime Video
- Joyland: Oscilloscope
- My Animal: Paramount Pictures (excloent el Canadà)
- Other People's Children: Music Box Films
- Run Rabbit Run: Netflix
- Squaring the Circle (The Story of Hipgnosis): Utopia
- Little Richard: I Am Everything: Magnolia Pictures and CNN Films
- Kokomo City: Magnolia Pictures
- Fair Play: Netflix
- Theater Camp: Searchlight Pictures
- Flora and Son: Apple TV+
- Passages: MUBI (incloent Irlanda i Amèrica Llatina)
- A Little Prayer: Sony Pictures Classics
- Talk to Me: A24
- The Eternal Memory: MTV Documentary Films
- Nam June Paik: Moon Is the Oldest TV: Greenwich Entertainment and PBS Films
- The Persian Version: Sony Pictures Classics
- The Starling Girl: Bleecker Street
- Shayda: Sony Pictures Classics
- Magazine Dreams: Searchlight Pictures
- Shortcomings: Sony Pictures Classics

Font: